# Красильник, Захарий Фишелевич
Заха́рий Фи́шелевич Краси́льник (род. 2 ноября 1947, Черновцы) — советский и российский физик, действительный член РАН (2025), профессор, директор Института физики микроструктур РАН (ИФМ РАН) с 2009 по 2021 г., руководитель научного направления "Физика микро- и наноструктур" Федерального исследовательского центра "Институт прикладной физики РАН"  с 2021 г. , заведующий межфакультетской базовой кафедрой «Физика наноструктур и наноэлектроника» Нижегородского государственного университета (ННГУ) им. Н. И. Лобачевского в ИФМ РАН с 2004 г.
Научные интересы лежат в области физики полупроводников и полупроводниковых гетероструктур, физики наноструктур и кремниевой оптоэлектроники. Автор более 300 научных статей, индексируемых WoS. Число цитирований научных работ ~ 1300 .

## Биография
Родился в семье Фишеля Ионовича Красильника (1905—1955). В 1970 году З. Ф. Красильник окончил радиофизический факультет Горьковского государственного университета им. Н. И. Лобачевского по специальности радиофизика и поступил на работу в Научно-исследовательский радиофизический институт (г. Горький) в должности младшего научного сотрудника. В 1977 году переведен во вновь образованный Институт прикладной физики Академии наук СССР (ИПФ АН СССР, затем — ИПФ РАН), где прошел путь от младшего научного сотрудника до заместителя директора отделения физики твердого тела, заведующего отделом физики полупроводников. В 1977 году защитил диссертацию на соискание ученой степени кандидата физико-математических наук по теме «Взаимодействие волн в полупроводниках с дрейфом носителей заряда», научный руководитель — профессор М. И. Рабинович. В 1988 году защитил диссертацию на соискание ученой степени доктора физико-математических наук на тему «Инвертированные распределения и индуцированное циклотронное излучение дырок с отрицательными массами в полупроводниках».
С 1993 года — заместитель директора, заведующий отделом физики полупроводников Института физики микроструктур РАН, образованного в 1993 г. на базе Отделения физики твердого тела ИПФ РАН.
В 2009 году избран директором ИФМ РАН.
В 2016 году избран членом-корреспондентом РАН. В 2025 году избран действительным членом РАН по Отделению физических наук.

## Научные достижения
Основные направления научных исследований З. Ф. Красильника связаны с физикой полупроводников и полупроводниковых гетероструктур, физикой наноструктур и кремниевой оптоэлектроникой. З. Ф. Красильником теоретически предсказаны взрывная неустойчивость акустоэлектронных волн, в том числе в условиях генерации гиперзвука светом при вынужденном рассеянии Мандельштама — Бриллюэна (1973 г.), комбинационное усиление звука в пьезополупроводниках в условиях черенковского резонанса при скоростях дрейфа меньших скорости звука (1976 г.). Одним из важнейших результатов научной деятельности З. Ф. Красильника явилось первое наблюдение индуцированной циклотронной неустойчивости тяжелых дырок германия. В результате, под руководством З. Ф. Красильника были созданы полупроводниковые мазеры с плавной перестройкой магнитным полем частоты генерации в миллиметровом и субмиллиметровом диапазонах длин волн. За цикл работ в этом направлении З. Ф. Красильнику с соавторами в 1987 году была присуждена Государственная премия СССР в области науки и техники. Почетный член ФТИ им. А.Ф. Иоффе Российской академии наук (2021) и ИФТТ им. Ю.А. Осипяна Российской академии наук (2022). Почетный доктор Академического университета им. Ж.И. Алферова (2025).
По инициативе З. Ф. Красильника в ИФМ РАН были начаты работы по молекулярно-пучковой эпитаксии и исследованию оптических свойств кремний-германиевых структур и кремниевых структур, легированных эрбием. Была развита технология роста структур с самоорганизующимися кремний-германиевыми квантовыми точками. Под руководством З. Ф. Красильника коллективом исследователей ИФМ РАН и Научно-исследовательского физико-технического института ННГУ им. Н. И. Лобачевского были получены излучающие эпитаксиальные кремниевые структуры, легированные эрбием, с уникальными свойствами излучающих центров. В кремний-германиевых структурах с квантовыми точками и в многослойных наноразмерных структурах кремний-эрбий продемонстрирована эффективная электролюминесценция в важном для телекоммуникаций диапазоне длин волн вблизи 1,5 мкм. Созданы гибридные А3В5 лазеры на искусственных Ge/Si подложках.

## Педагогическая деятельность
- С 1989 года по 2004 год — старший преподаватель, профессор (1996) кафедры электроники радиофизического факультета ННГУ им. Н. И. Лобачевского, заведующий филиалом кафедры электроники в ИФМ РАН; руководитель специализации «Физика твердого тела» на ВШОПФ ННГУ им. Н. И. Лобачевского.
- С 2004 года — заведующий межфакультетской базовой кафедрой «Физика наноструктур и наноэлектроника» ННГУ им. Н. И. Лобачевского в ИФМ РАН.
- Под руководством З. Ф. Красильника защищены 8 диссертаций на соискание ученой степени кандидата физико-математических наук.
- Руководитель Ведущей научной школы РФ «Фундаментальные научные проблемы развития кремниевой оптоэлектроники и освоения терагерцового диапазона с использованием полупроводниковых наноструктур».
- Заслуженный профессор Нижегородского государственного университета им. Н.И. Лобачевского (2016 г.).

## Публикации
Автор более 500 работ, опубликованных в научных журналах и материалах научных конференций.

## Членство в профессиональных организациях, советах, комитетах
- Член Научного совета при Президиуме РАН по квантовым технологиям
- Член Научного совета РАН по проблеме «Физика полупроводников».
- Член редколлегий журналов «Успехи физических наук», «Физика и техника полупроводников», «Журнал технической физики».
- Член ряда ученых, специализированных и экспертных советов.
- Член программных и организационных комитетов ряда международных и российских научных конференций.

## Награды, премии и стипендии
- 1987 г. — Государственная премия СССР в области науки и техники.
- 1997—2002 гг. — Государственная стипендия для выдающихся ученых России.
- 2024 г. — Медаль ордена «За заслуги перед Отечеством» II степени (5 февраля 2024 года) — за большой вклад в развитие отечественной науки, многолетнюю плодотворную деятельность и в связи с 300-летием со дня основания Российской академии наук[2].